# Eustadius von Mesmont
Eustadius von Mesmont, auch Eustadius von Saint-Bénigne, (* Ende 5. Jahrhundert in Mesmont (Côte-d’Or); † um 6. Jahrhundert in Dijon) war Benediktiner und erster Abt der Abtei Saint-Bénigne in Dijon.

## Leben
Eustadius von Mesmont entstammte einer der ersten und einflussreichsten Familien des galloromanischen Adels in der Region um Autun, deren Ursprung im arvernischen Stammesgebiet lag. Mitglieder der Familie wurden mehrfach urkundlich als Senatoren und Statthalter von Autun genannt.
Als Urenkel des berühmten Bischofs Gregor von Langres wuchs Eustadius in einem christlichen Umfeld auf und erhielt eine klassische Bildung nach römischem Vorbild. Nachdem sich in der Klostergründung seines Urgroßvaters Gregor, Saint-Bénigne, nach dem Bau einer Basilika und Wallfahrten zum dortigen Grab des heiligen Benignus von Dijon ein Klosterkonvent gebildet hatte, wurde Eustadius zum ersten Abt der Abtei Saint-Bénigne bestimmt, deren Leitung er bis zu seinem Tod innehatte.
Eustadius von Mesmont verstarb im Kloster Saint-Bénigne und wurde dort auch bestattet; sein Grab befand sich in unmittelbarer Nähe zur Krypta mit dem Sarkophag des heiligen Benignus.

## Sonstiges
Der Gedenktag für Eustadius von Mesmont wird in der katholischen Kirche am 3. Januar begangen.
Eustadius war der Großonkel mütterlicherseits des Geschichtsschreibers und Bischofs Gregor von Tours.